# Francuscy posłowie do Parlamentu Europejskiego 2014–2019
Francuscy posłowie VIII kadencji do Parlamentu Europejskiego zostali wybrani w wyborach przeprowadzonych 25 maja 2014, a dzień wcześniej w niektórych terytoriach zamorskich.

## Lista posłów
Wybrani z listy Frontu Narodowego-RBM
- Marie-Christine Arnautu
- Nicolas Bay
- Joëlle Bergeron
- Dominique Bilde-Pierron
- Marie-Christine Boutonnet
- Steeve Briois
- Aymeric Chauprade
- Jacques Colombier, poseł do PE od 2 lutego 2018
- Sylvie Goddyn
- Bruno Gollnisch
- Jean-François Jalkh
- France Jamet, poseł do PE od 21 lipca 2017
- Jean-Marie Le Pen
- Gilles Lebreton
- Christelle Lechevalier, poseł do PE od 19 czerwca 2017
- Philippe Loiseau[1]
- Dominique Martin
- Joëlle Mélin
- Bernard Monot
- Sophie Montel
- Mireille d’Ornano
- Florian Philippot
- Jean-Luc Schaffhauser
- Mylène Troszczynski

Wybrani z listy Unii na rzecz Ruchu Ludowego
- Michèle Alliot-Marie
- Alain Cadec
- Arnaud Danjean
- Michel Dantin
- Rachida Dati
- Angélique Delahaye
- Geoffroy Didier, poseł do PE od 1 grudnia 2017
- Françoise Grossetête
- Brice Hortefeux
- Marc Joulaud
- Philippe Juvin
- Alain Lamassoure
- Jérôme Lavrilleux
- Nadine Morano
- Élisabeth Morin-Chartier
- Renaud Muselier
- Maurice Ponga
- Franck Proust
- Tokia Saïfi
- Anne Sander

Wybrani z listy koalicji Partii Socjalistycznej i Lewicowej Partii Radykalnej
- Éric Andrieu
- Guillaume Balas
- Pervenche Berès
- Karine Gloanec Maurin, poseł do PE od 11 czerwca 2018
- Sylvie Guillaume
- Louis-Joseph Manscour
- Édouard Martin
- Emmanuel Maurel
- Gilles Pargneaux
- Vincent Peillon
- Christine Revault d’Allonnes-Bonnefoy
- Virginie Rozière (PRG)
- Isabelle Thomas

Wybrani z listy koalicji Ruchu Demokratycznego i Unii Demokratów i Niezależnych
- Jean Arthuis (UDI-AC)
- Jean-Marie Cavada (UDI-NC)
- Thierry Cornillet (UDI-PR), poseł do PE od 18 maja 2017
- Nathalie Griesbeck (MoDem)
- Patricia Lalonde (UDI-PR), poseł do PE od 18 maja 2017
- Robert Rochefort (MoDem)
- Dominique Riquet (UDI-PR)

Wybrani z listy Europa Ekologia – Zieloni
- José Bové
- Karima Delli
- Pascal Durand
- Yannick Jadot
- Eva Joly
- Michèle Rivasi

Wybrani z listy Frontu Lewicy
- Patrick Le Hyaric (FdG-PCF)
- Younous Omarjee (FdG-PCR)
- Marie-Christine Vergiat (FdG)
- Marie-Pierre Vieu (FdG-PCF), poseł do PE od 19 czerwca 2017

Byli posłowie VIII kadencji do PE
- Sylvie Goulard (MoDem-UDI), do 17 maja 2017
- Marielle de Sarnez (MoDem-UDI), do 17 maja 2017
- Jean-Luc Mélenchon (FdG-PG), do 18 czerwca 2017
- Marine Le Pen (FN), do 18 czerwca 2017
- Louis Aliot (FN), do 20 lipca 2017
- Constance Le Grip (UMP), do 30 listopada 2017
- Édouard Ferrand (FN), do 1 lutego 2018, zgon
- Jean-Paul Denanot (PS), do 10 czerwca 2018